# Liste der Bodendenkmäler in Alteglofsheim
Auf dieser Seite sind die Bodendenkmäler in der Oberpfälzer Gemeinde Alteglofsheim zusammengestellt. Diese Tabelle ist eine Teilliste der Liste der Bodendenkmäler in Bayern. Grundlage ist die Bayerische Denkmalliste, die auf Basis des Bayerischen Denkmalschutzgesetzes vom 1. Oktober 1973 erstmals erstellt wurde und seither durch das Bayerische Landesamt für Denkmalpflege geführt wird. Die folgenden Angaben ersetzen nicht die rechtsverbindliche Auskunft der Denkmalschutzbehörde.

## Bodendenkmäler in der Gemeinde Alteglofsheim

### Bodendenkmäler in der Gemarkung Alteglofsheim
| Lage                                     | Objekt | Akten-Nr.     | Bild                       |
| ---------------------------------------- | --- | ------------- | -------------------------- |
| Alteglofsheim (Standort)                 | Vorgeschichtlicher Bestattungsplatz mit Grabhügeln. | D-3-7039-0080 |                            |
| Alteglofsheim (Standort)                 | Endneolithisch-frühbronzezeitliches Gräberfeld, Siedlung der Jungsteinzeit, der mittleren Bronzezeit, der Urnenfelderzeit und der Latènezeit.                                                                                          | D-3-7039-0081 |                            |
| Alteglofsheim (Standort)                 | Siedlungen der Jungsteinzeit, der Urnenfelderzeit und der römischen Kaiserzeit. | D-3-7039-0083 |                            |
| Alteglofsheim (Standort)                 | Bestattungsplatz vor- und frühgeschichtlicher Zeitstellung oder des frühen Mittelalters. | D-3-7039-0084 |                            |
| Alteglofsheim (Standort)                 | Vorgeschichtliche Siedlung. | D-3-7039-0086 |                            |
| Alteglofsheim (Standort)                 | Siedlung vor- und frühgeschichtlicher Zeitstellung. | D-3-7039-0087 |                            |
| Alteglofsheim (Standort)                 | Siedlung der Jungsteinzeit, wohl des Endneolithikums, der Urnenfelderzeit, der Hallstattzeit, der Früh- und Spätlatènezeit sowie der römischen Kaiserzeit.                                                                             | D-3-7039-0088 |                            |
| Alteglofsheim (Standort)                 | Vorgeschichtlicher Bestattungsplatz mit verebneten Grabhügeln, Siedlungen der Jungsteinzeit und der vorgeschichtlichen Metallzeiten.                                                                                                   | D-3-7039-0090 |                            |
| Alteglofsheim (Standort)                 | Vorgeschichtliche Siedlung, Brandgräberfeld der römischen Kaiserzeit. | D-3-7039-0091 |                            |
| Alteglofsheim (Standort)                 | Paläolithische Freilandstation, neolithische Siedlung. | D-3-7039-0093 |                            |
| Alteglofsheim (Standort)                 | Römische Villa rustica, Siedlung vorgeschichtlicher Zeitstellung. | D-3-7039-0094 |                            |
| Alteglofsheim (Standort)                 | Siedlung der Urnenfelder- und Hallstattzeit. | D-3-7039-0099 |                            |
| Alteglofsheim (Standort)                 | Siedlung der Jungsteinzeit (Linearbandkeramik, Stichbandkeramik) und der Latènezeit. | D-3-7039-0100 |                            |
| Alteglofsheim (Standort)                 | Neolithische und spätlatènezeitliche Siedlung. | D-3-7039-0104 |                            |
| Alteglofsheim (Standort)                 | Bestattungsplatz vor- und frühgeschichtlicher Zeitstellung, Siedlung der Jungsteinzeit. | D-3-7039-0105 |                            |
| Alteglofsheim (Standort)                 | Vorgeschichtliche Siedlung, römisches Brandgräberfeld. | D-3-7039-0106 |                            |
| Alteglofsheim (Standort)                 | Siedlungen der Linearbandkeramik, der Stichbandkeramik/Gruppe Oberlauterbach und der Hallstattzeit, Bestattungsplätze der Frühbronzezeit und des Frühmittelalters.                                                                     | D-3-7039-0111 |                            |
| Alteglofsheim (Standort)                 | Vorgeschichtliche Siedlung. | D-3-7039-0112 |                            |
| Alteglofsheim (Standort)                 | Siedlung der Jungsteinzeit (Münchshöfener und Chamer Kultur), der Bronzezeit und der Hallstattzeit. | D-3-7039-0113 |                            |
| Alteglofsheim (Standort)                 | Siedlung vorgeschichtlicher Zeitstellung, der Urnenfelderzeit und der römischen Kaiserzeit. | D-3-7039-0114 |                            |
| Alteglofsheim (Standort)                 | Siedlung der Linearbandkeramik und der Gruppe Oberlauterbach, Grabenwerk und Siedlung der Altheimer Kultur, Siedlung der Münchshöfener und Chamer Kultur, Siedlung der Hallstattzeit sowie Grabenwerk und Siedlung der Spätlatènezeit. | D-3-7039-0120 |                            |
| Alteglofsheim (Standort)                 | Vorgeschichtliche Siedlung, römische Villa rustica. | D-3-7039-0121 |                            |
| Alteglofsheim (Standort)                 | Siedlung vorgeschichtlicher Zeitstellung, der Jungsteinzeit und vielleicht der Urnenfelderzeit. | D-3-7039-0122 |                            |
| Alteglofsheim (Standort)                 | Siedlung vor- und frühgeschichtlicher Zeitstellung oder des frühen Mittelalters. | D-3-7039-0124 |                            |
| Alteglofsheim (Standort)                 | Siedlung vor- und frühgeschichtlicher Zeitstellung oder des frühen Mittelalters. | D-3-7039-0125 |                            |
| Alteglofsheim (Standort)                 | Siedlungen der Jungsteinzeit und der Urnenfelderzeit, Bestattungsplatz und/oder Siedlung der römischen Kaiserzeit. | D-3-7039-0127 |                            |
| Alteglofsheim (Standort)                 | Verebnete vorgeschichtliche Grabhügel, vor- und frühgeschichtliche Siedlung. | D-3-7039-0128 |                            |
| Alteglofsheim (Standort)                 | Siedlungen der Jungsteinzeit, der Metallzeiten, der Bronzezeit und der Mittel- bis Spätlatènezeit. | D-3-7039-0129 |                            |
| Alteglofsheim (Standort)                 | Siedlung der Jungsteinzeit, der Spätlatènezeit und der römischen Kaiserzeit. | D-3-7039-0130 |                            |
| Alteglofsheim (Standort)                 | Siedlung und Bestattungsplatz der römischen Kaiserzeit. | D-3-7039-0131 |                            |
| Alteglofsheim (Standort)                 | Siedlung der Linearbandkeramik, der Stichbandkeramik, Siedlung und Bestattungsplatz der Münchshöfener Kultur, Siedlung der Altheimer Kultur und der Chamer Kultur.                                                                     | D-3-7039-0141 |                            |
| Alteglofsheim Kirchplatz 1 (Standort)    | Archäologische Befunde des Mittelalters und der frühen Neuzeit im Bereich der Katholischen Pfarrkirche St. Laurentius in Alteglofsheim, darunter die Spuren von Vorgängerbauten bzw. älteren Bauphasen.                                | D-3-7039-0657 | Bodendenkmal D-3-7039-0657 |
| Alteglofsheim Am Schlosshof 1 (Standort) | Schloss Alteglofsheim Archäologische Befunde und Funde im Bereich des Schlosses Alteglofsheim mit dazugehöriger Kapelle St. Maria, Ökonomie und Gartenanlage, ehemals mittelalterliche Burg.                                           | D-3-7039-0658 | weitere Bilder             |
| Alteglofsheim (Standort)                 | Neolithische Siedlung. | D-3-7039-0661 |                            |
| Alteglofsheim (Standort)                 | Siedlungen der Michelsberger Kultur und der Urnenfelderzeit. | D-3-7039-0672 |                            |
| Alteglofsheim (Standort)                 | Siedlung der späten Urnenfelderzeit. | D-3-7039-0673 |                            |
| Alteglofsheim (Standort)                 | Vorgeschichtliche Siedlung. | D-3-7039-0674 |                            |

### Bodendenkmäler in der Gemarkung Hagelstadt
| Lage                  | Objekt | Akten-Nr.     | Bild |
| --------------------- | --- | ------------- | ---- |
| Hagelstadt (Standort) | Bestattungsplatz der Linearbandkeramik, Siedlungen der Jungsteinzeit (Linearbandkeramik, Mittelneolithikum, Münchshöfener Kultur), der Bronzezeit, der Hallstattzeit und der Spätlatènezeit. | D-3-7039-0535 |      |

### Bodendenkmäler in der Gemarkung Köfering
| Lage                | Objekt                                                               | Akten-Nr.     | Bild |
| ------------------- | -------------------------------------------------------------------- | ------------- | ---- |
| Köfering (Standort) | Siedlungen des Neolithikums, der Bronzezeit und der Urnenfelderzeit. | D-3-7039-0142 |      |

### Bodendenkmäler in der Gemarkung Langenerling
| Lage                    | Objekt                       | Akten-Nr.     | Bild |
| ----------------------- | ---------------------------- | ------------- | ---- |
| Langenerling (Standort) | Siedlung der Spätlatènezeit. | D-3-7039-0226 |      |

### Bodendenkmäler in der Gemarkung Moosham
| Lage               | Objekt | Akten-Nr.     | Bild |
| ------------------ | --- | ------------- | ---- |
| Moosham (Standort) | Vorgeschichtliche Siedlung, Bestattungsplatz der mittleren Latènezeit, Villa rustica und Brandgräberfeld der römischen Kaiserzeit. | D-3-7039-0583 |      |

### Bodendenkmäler in der Gemarkung Thalmassing
| Lage                   | Objekt | Akten-Nr.     | Bild |
| ---------------------- | --- | ------------- | ---- |
| Thalmassing (Standort) | Siedlung der Linearbandkeramik, der Urnenfelderzeit und der Hallstattzeit, Villa rustica der mittleren römischen Kaiserzeit. | D-3-7039-0001 |      |
| Thalmassing (Standort) | Siedlung vor- und frühgeschichtlicher Zeitstellung.                                                                          | D-3-7039-0089 |      |